# Ostra (Beskid Niski)
Ostra (687 m n.p.m.) – szczyt w Beskidzie Niskim, w paśmie Beskidu Dukielskiego. Północne strome stoki opadają ku dolinie Jasiołki, która tworzy między Ostrą i Piotrusiem (728 m n.p.m.) przełom. Teren ten objęty jest ochroną jako rezerwat przyrody „Przełom Jasiołki”. Na zalesionym szczycie figura Matki Boskiej.

## Piesze szlaki turystyczne
- Pustelnia Św. Jana z Dukli – Tylawa – Stasianie – Ostra (687 m n.p.m.) – Zyndranowa – Barwinek